# Nematoplana sinaitica
Nematoplana sinaitica is een platworm (Platyhelminthes). De worm is tweeslachtig. De soort leeft in het zoute water van de Rode Zee.
Het geslacht Nematoplana, waarin de platworm wordt geplaatst, wordt tot de familie Nematoplanidae gerekend. De wetenschappelijke naam van de soort werd voor het eerst geldig gepubliceerd in 1992 door Curini-Galletti & Martens.